# Jüdischer Friedhof (Koryčany)
Koordinaten: 49° 6′ 30,3″ N, 17° 10′ 3,3″ O

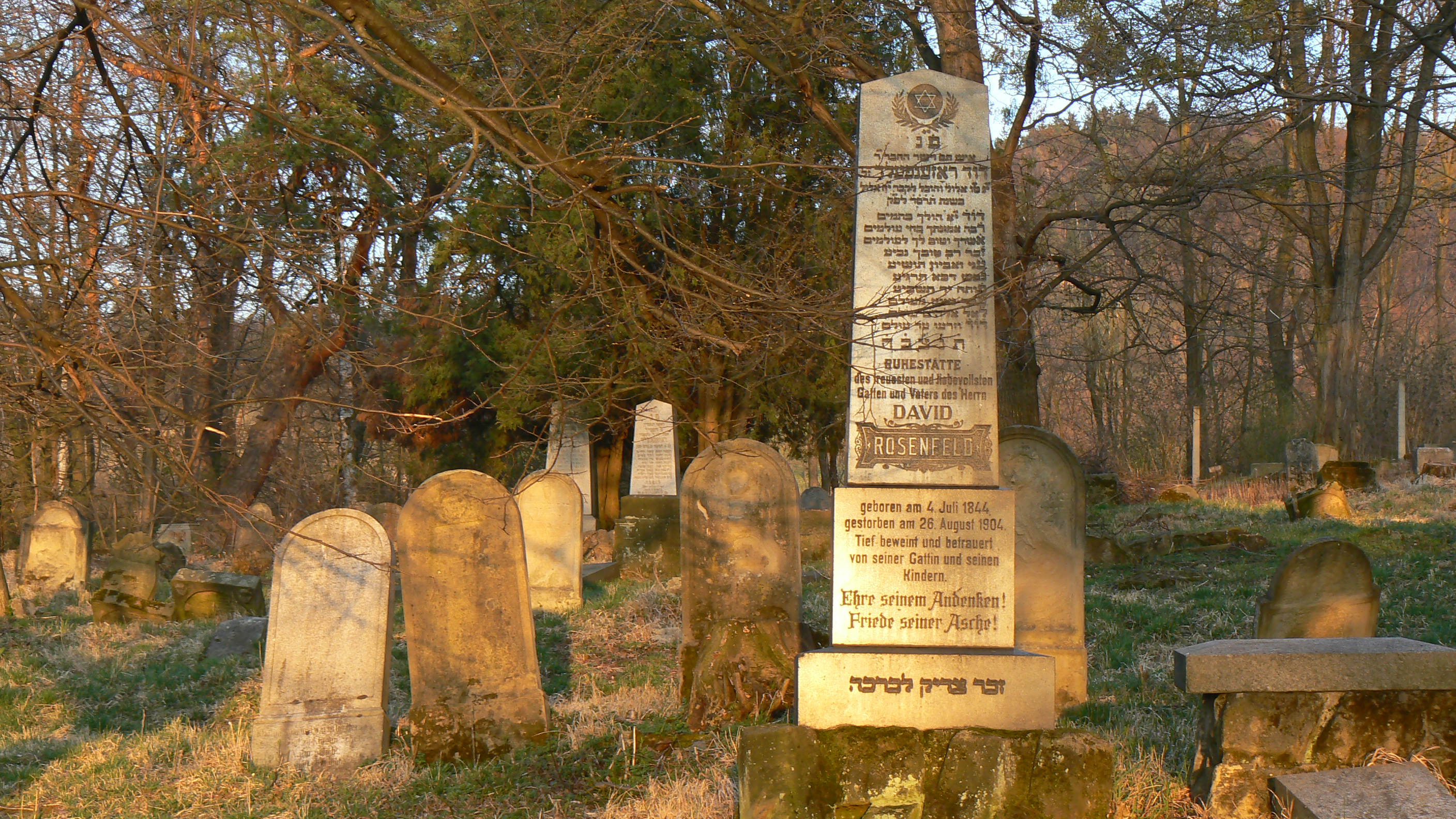
Jüdischer Friedhof in Koryčany

Der Jüdische Friedhof in Koryčany (deutsch Koritschan), einer Stadt im Okres Kroměříž im Zlínský kraj in Tschechien, wurde im ausgehenden 17. Jahrhundert angelegt. Der jüdische Friedhof, der etwa 400 Meter nordöstlich des Hauptplatzes auf einem Hügel liegt, ist seit 1998 ein geschütztes Kulturdenkmal.
Heute sind noch circa 230 Grabsteine auf dem Friedhof erhalten.